# Račić
Račić je naselje v občini Bihać, Bosna in Hercegovina. 

## Deli naselja
Podastrana, Račić in Račić-Brdo.

## Prebivalstvo
| Pregled števila prebivalcev po letih | Pregled števila prebivalcev po letih | Pregled števila prebivalcev po letih | Pregled števila prebivalcev po letih | Pregled števila prebivalcev po letih | Pregled števila prebivalcev po letih |
| ------------------------------------ | ------------------------------------ | ------------------------------------ | ------------------------------------ | ------------------------------------ | ------------------------------------ |
| 1948                                 | 1953                                 | 1961                                 | 1971                                 | 1981                                 | 1991                                 |
| -                                    | -                                    | -                                    | 413                                  | 300                                  | 286                                  |

| Narodna sestava prebivalstva po letih                                                                                      | Narodna sestava prebivalstva po letih                                                                                       | Narodna sestava prebivalstva po letih                                                                                      |
| --- | --- | --- |
| 1971 | 1981 | 1991 |
| . skupaj: 413 Srbi 410 (99,27 %) Hrvati 1 (0,24 %) Muslimani 0 (0,00 %) Jugoslovani 0 (0,00 %) drugi in neznano 2 (0,48 %) | . skupaj: 300 Srbi 267 (89,00 %) Muslimani 3 (1,00 %) Hrvati 1 (0,33 %) Jugoslovani 29 (9,66 %) drugi in neznano 0 (0,00 %) | . skupaj: 286 Srbi 274 (95,80 %) Hrvati 4 (1,39 %) Muslimani 0 (0,00 %) Jugoslovani 8 (2,79 %) drugi in neznano 0 (0,00 %) |